# التضامن دوار هیشر
التضامن دوار هیشر (به عربی: التضامن دوار هیشر) شهری در استان منوبه کشور تونس است که جمعیت آن در سرشماری سال ۲۰۰۴ میلادی ۷۵٫۸۴۴ نفر بوده‌است.